# Nuestra Señora de la Concepción (Santa Cruz de Tenerife)

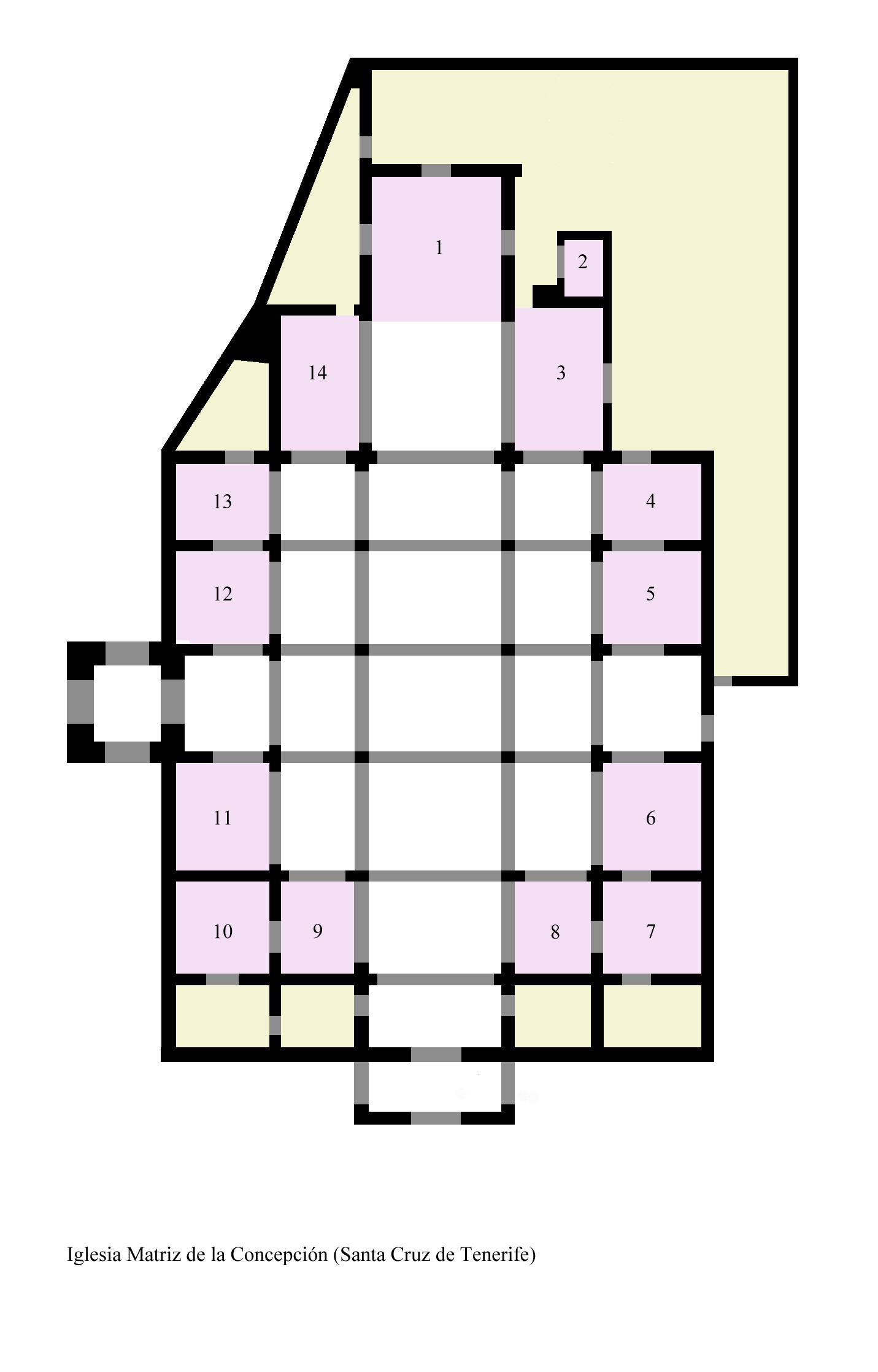
1 Capilla mayor
2 Capilla de San Matías (Carta)
3 Capilla de la Soledad (la Dolorosa)
4 Capilla de Nuestra Señora del Carmen
5 Capilla de San Antonio de Padua
6 Capilla de San Nepomuceno (Nuestra Señora de Candelaria)
7 Capilla de San Pedro
8 Capilla de Ecce Homo
9 Capilla de Ánimas
10 Capilla bautismal
11 Capilla de San José
12 Capilla de Santiago
13 Capilla de San Francisco Javier
14 Capilla del Calvario

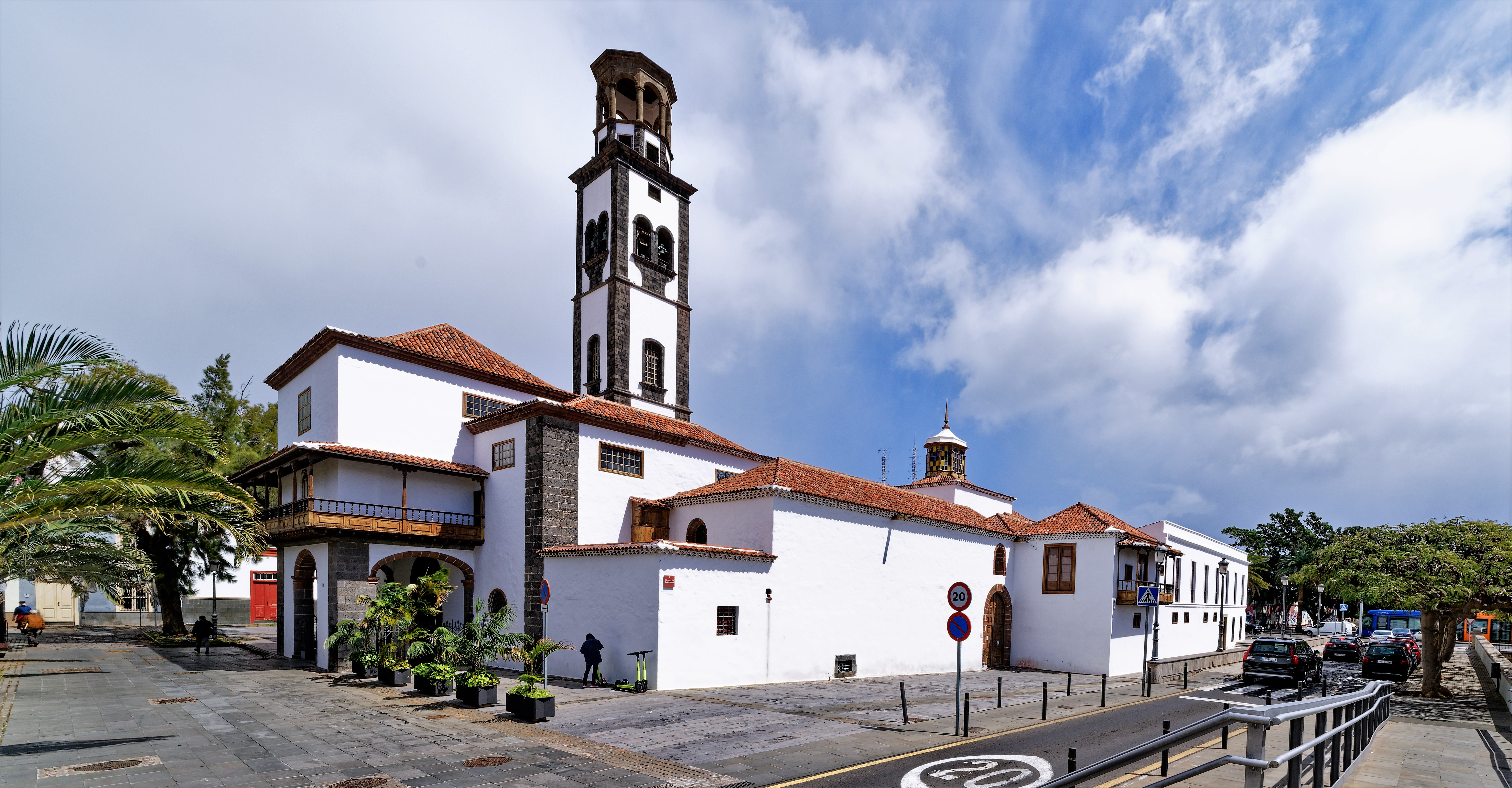
Ansicht von Südwesten

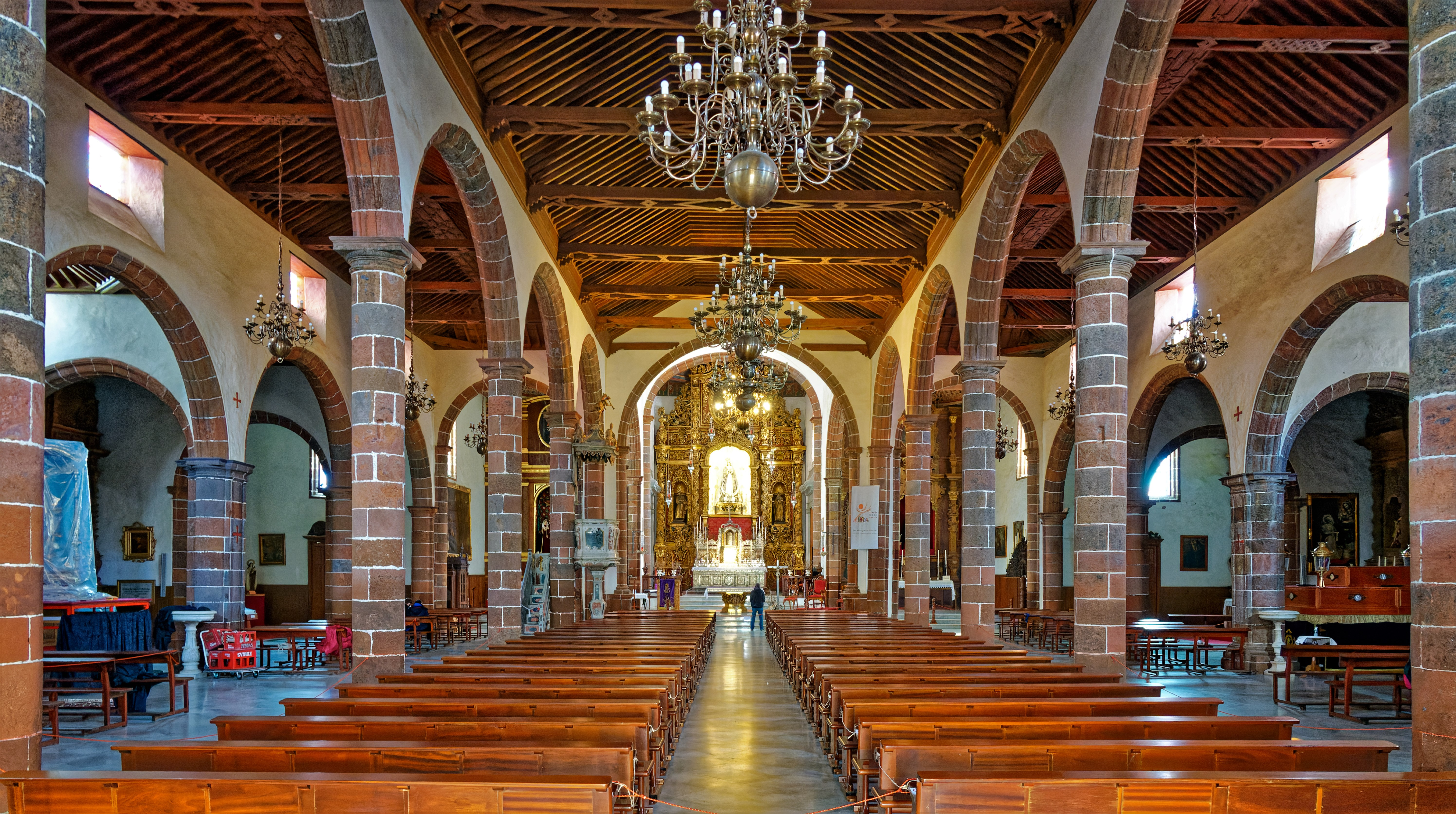
Blick durch das Kirchenschiff zum Hochaltar

Die Gemeindekirche Nuestra Señora de la Concepción (Iglesia Parroquial Matriz de Nuestra Señora de La Concepción) ist die römisch-katholische Hauptkirche der Stadt Santa Cruz de Tenerife.

## Geschichte
In den letzten Jahren des 15. Jahrhunderts wurde an der Stelle, an der sich heute das Mittelschiff der Kirche erhebt, eine Kapelle gebaut, die dem Heiligen Kreuz geweiht war. Ab 1539 diente das Gebäude als Gemeindekirche. Der Raum wurde 1558 verlängert. Vermutlich gab es an der Südwestecke eine Glockenwand mit einer kleinen Glocke. Um das Gebäude vor gelegentlich auftretenden Überschwemmungen zu schützen, errichtete man im Jahr 1605 zwischen der Kirche und dem Barranco de Santos eine Mauer. Sie musste mehrfach (1729, 1838) erweitert und erneuert werden. Im Jahr 1638 wurde der Name der Kirche von Iglesia de Santa Cruz in Iglesia Nuestra Señora de la Concepción geändert. Etwa um 1640 wurde das linke Seitenschiff hinzugefügt. Nach einem Brand am 2. Juli 1652 wurde die Kirche neu aufgebaut. Dabei wurde der Altarraum nach Osten erweitert und das Hauptschiff erhielt die heutigen Maße. Gleichzeitig wurde das rechte Seitenschiff errichtet. 1664 bekam die Kirche ihre erste Orgel. Die wirtschaftliche Situation des Ortes Santa Cruz de Tenerife verbesserte sich ab der Mitte des 17. Jahrhunderts. Dadurch nahm der Umfang der Spenden und Schenkungen reicher Kaufleute zu. Aus diesen Spenden wurden im 17. und 18. Jahrhundert die Kapellen errichtet, die sich an der Nord- und der Südseite der Kirche befinden.
Vor 1776 besaß die Kirche eine Glockenwand (Espadaña) an der südwestlichen Ecke. Im Jahr 1788 wurde mit dem Bau eines neuen Turmes auf der Nordseite der Kirche begonnen. Nach den Plänen des Architekten Antonio Samper sollte er mit einem Dach ähnlich dem auf dem Turm der Kirche San Francisco ausgestattet werden. In der heutigen Form ist der Turm eines der Wahrzeichen der Stadt.
In der Zeit von 1994 bis 1996 wurde die Kirche geschlossen und nach Plänen des Architekten José Miguel Márquez Zárate von Grund auf restauriert.
Das Gebäude wurde 1983 unter Denkmalschutz gestellt. Im Dezember 2008 wurde dieser Schutz auf das Umfeld der Kirche erweitert.

## Außenansicht
Die Außenansicht des Gebäudes lässt kaum Schlüsse auf die Raumaufteilung im Inneren zu. Es gibt eine Vielfalt von Bauten mit unterschiedlichen Höhen und Dachformen. Der Eingangsbereich auf der Westseite besteht aus einer Bogenhalle, über der sich der Chor befindet, der an den drei Außenseiten durch einen überdachten (kanarischen) Balkon umgeben ist. Auch auf der Südseite befindet sich ein Balkon an der Sakristei. Der Turm auf der Nordseite der Kirche ist ein Wahrzeichen der Stadt.

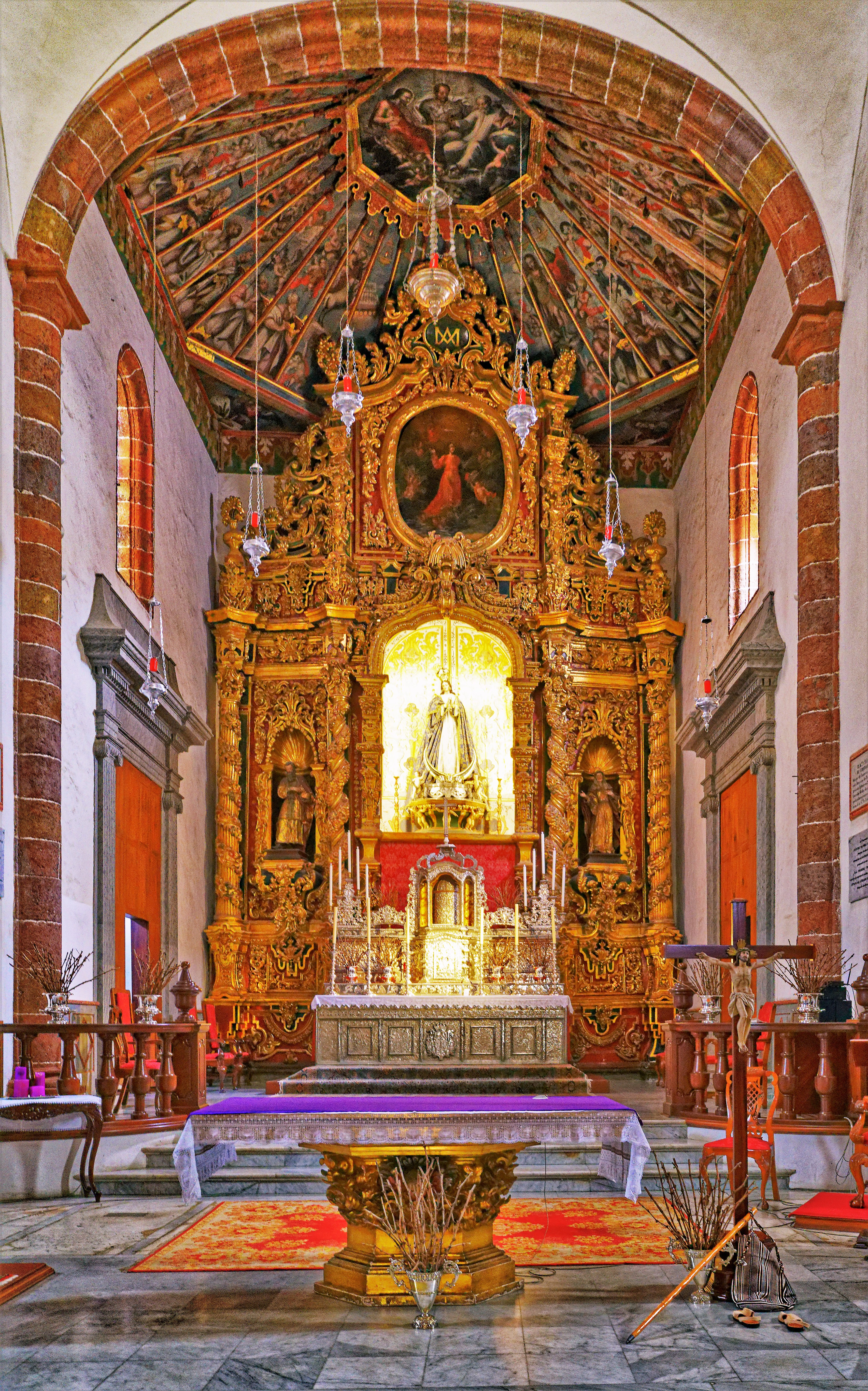
Hauptaltar

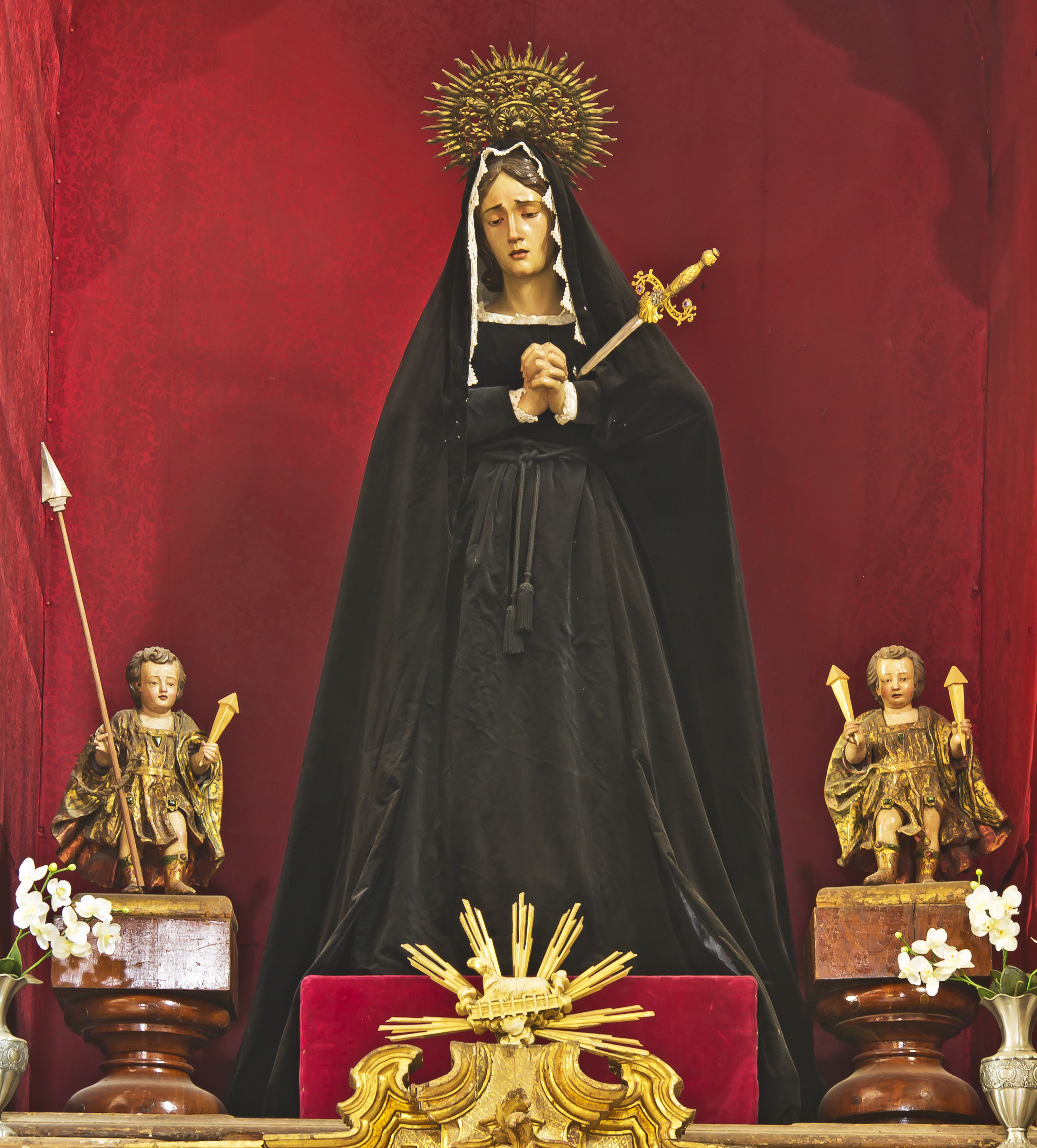
Dolorosa in der Capilla de la Soledad

## Innenraum
Der Innenraum lässt eine klare Gliederung in fünf Schiffe erkennen, an die sich beim Hauptschiff und den inneren Seitenschiffen jeweils die Altarräume anschließen. Die Vierung wird nach oben von einer ovalen Kuppel mit einer verglasten Laterne abgeschlossen. Das Hauptschiff und die beiden inneren Seitenschiffe haben jeweils eine durchgehende Holzdecke. Die beiden inneren Seitenschiffe werden von dem Hauptschiff durch sechs Rundbögen abgetrennt die von ionischen Säulen getragen werden. Die Altarräume und Kapellen haben jeweils getrennte Decken. Diese sind mit Schnitzereien im Mudéjar-Stil oder mit Malereien verziert.

### Hauptschiff
Der Hauptaltar wurde zwischen 1726 und 1731 hergestellt und fünfzehn Jahre später vergoldet.
Die Plastik der Kirchenpatronin im Zentrum des Altars wurde von dem aus La Orotava stammenden Bildhauer Fernando Estévez geschaffen. Das Gemälde über der Mittelnische zeigt eine Darstellung der Himmelfahrt Mariens. Die Plastiken des Heiligen Joachim und der Heiligen Anna in den seitlichen Nischen stammen von dem aus La Laguna stammenden Bildhauer José Rodríguez de la Oliva. Der silberne Tabernakel aus dem Jahr 1745 wurde Ende des 19. Jahrhunderts von dem aus La Laguna stammenden Silberschmied Rafael Fernández Trujillo überarbeitet und erweitert.
Im Zentrum der Decke des Altarraums befindet sich das Gemälde eines unbekannten kanarischen Künstlers der zweiten Hälfte des 18. Jahrhunderts. Es trägt den Titel Contemplación mistica de la Santísima Trinidad.
Die heute, nach dem 2. Vatikanischen Konzil, nicht mehr genutzte Kanzel wurde am 8. Dezember 1736 geweiht. Sie stammt aus Genua und besteht aus geädertem Marmor und Jaspis.
Die Chorempore wurde geschaffen, als sich die Gemeinde im Verlauf des 18. Jahrhunderts stark vergrößerte. Das Chorgestühl aus dem Altarraum des Hauptschiffs wurde dabei auf die neue Empore am Westende des Hauptschiffs verlegt. Die Schnitzarbeiten des Chorgestühls werden dem aus Frankreich stammenden Künstler Guillermo Verau zugeschrieben. Die Empore ragt nach Westen über das Hauptschiff hinaus.
Auf der Empore befindet sich eine Orgel die 1862 von der englischen Firma Bevington and Sons gebaut wurde.

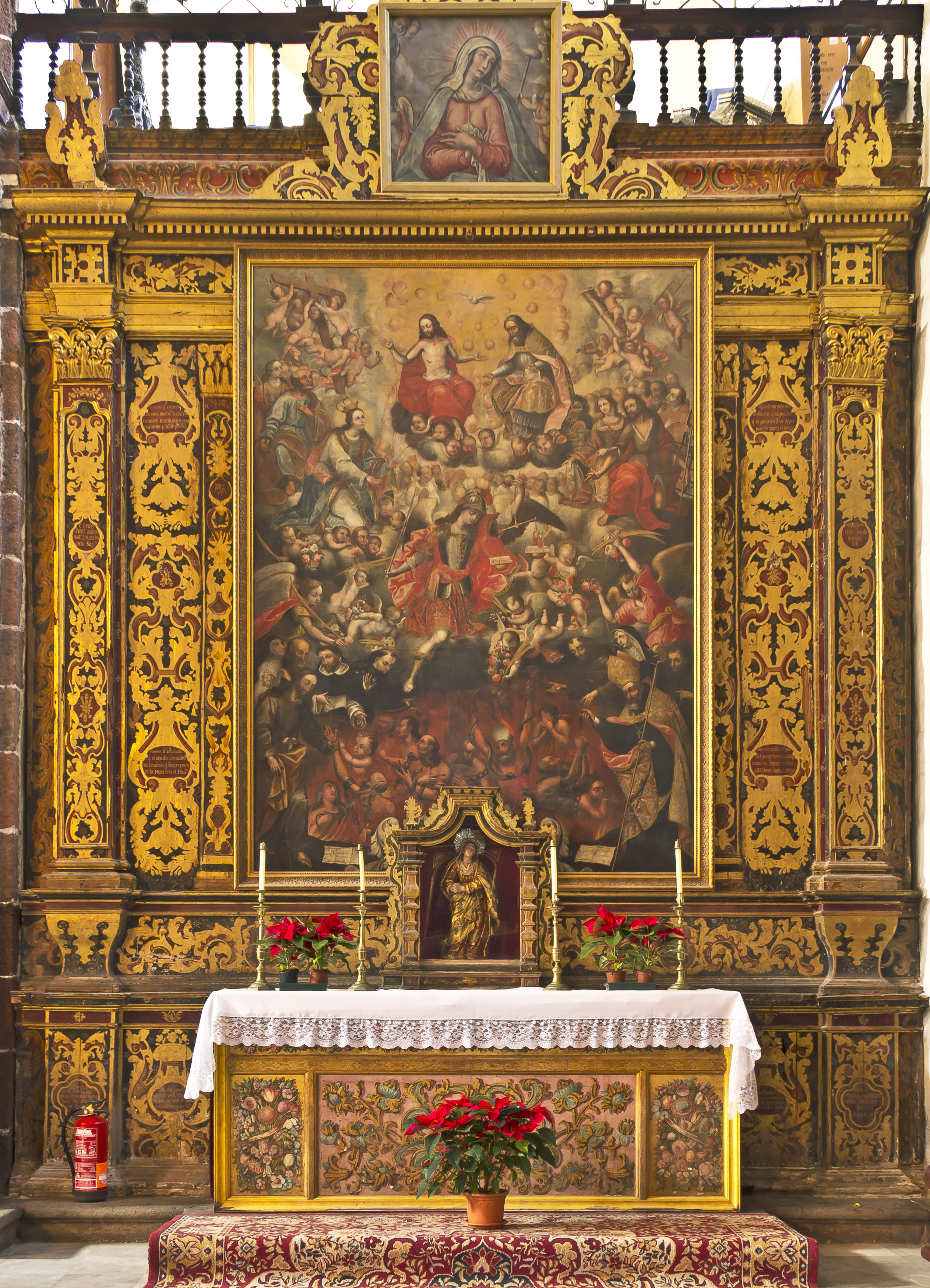
Allerseelenkapelle im linken Seitenschiff

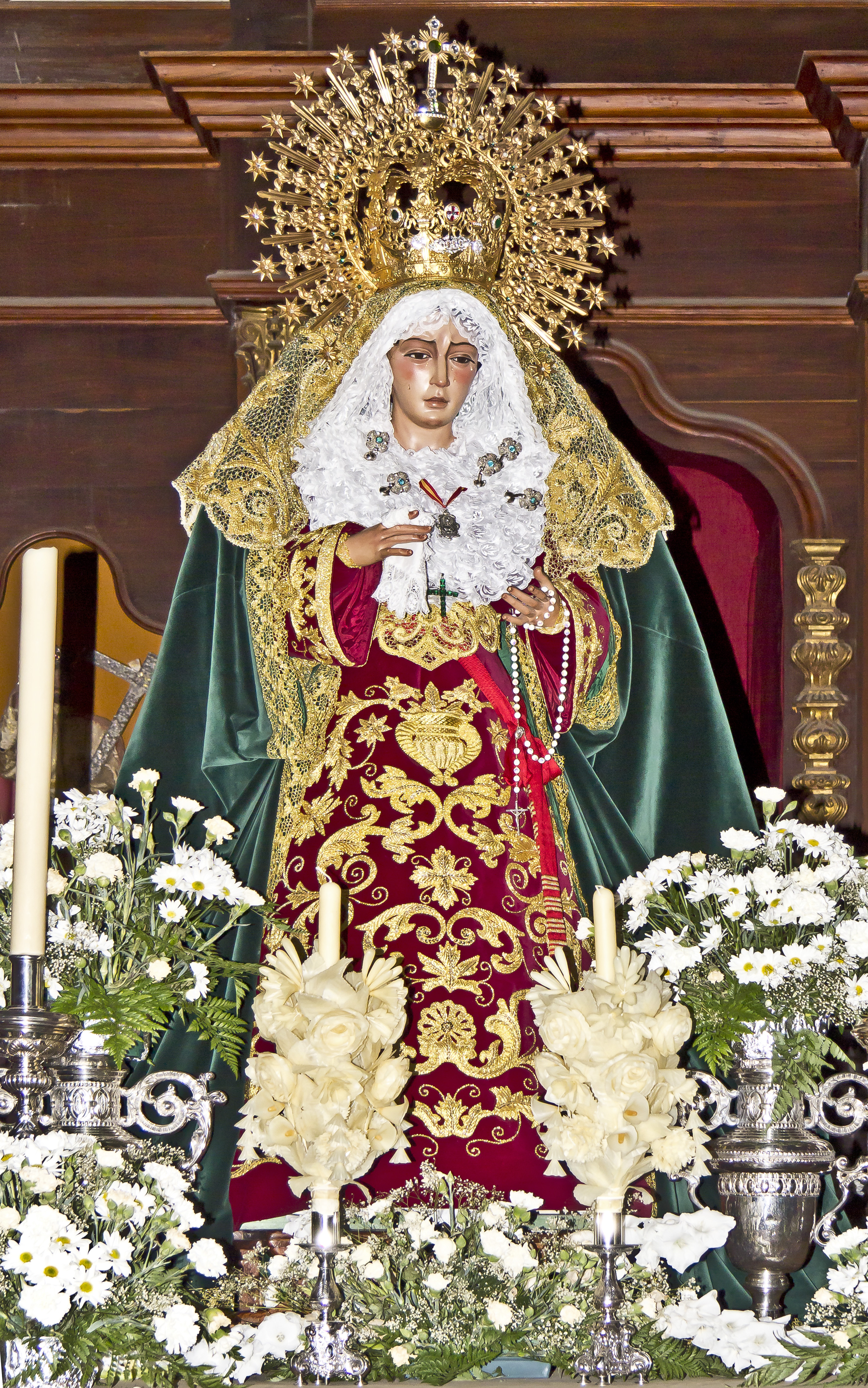
Santa María de la Esperanza Macarena

### Rechtes inneres Seitenschiff
Das rechte innere Seitenschiff wurde 1674 fertiggestellt.
Der Altar Nuestra Señora de la Soledad an der Kopfseite wurde von der Bruderschaft gleichen Namens gestiftet die hier ihre Grabkapelle hatte. Die Figur der Dolorosa wurde von José Luján Pérez geschaffen.
Der Altar Ecce homo oder Señor de la Cañita befindet sich auf der Westseite der Kirche. Als zu Beginn des 18. Jahrhunderts die Chorempore geschaffen wurde, benötigte man den Platz der früheren Kapelle für den Treppenaufgang. Daher wurde der Altar an der westlichen Stirnwand des rechten inneren Seitenschiffs eingerichtet. In der Mittelnische befindet sich die Figur eines sitzenden Christus der von einem unbekannten Künstler geschaffen wurde, in der linken Nische die Figur eines San Pedro de las Lágrimas in der rechten Nische die Figur einer Maria Magdalena. Diese Kapelle war die Grabkapelle der Kleriker der Kirche.
Die Kapelle San Matías (Capilla de Carta) die sich in einem, dem Besucher nicht zugänglichen Durchgang zur Sakristei hinter dem rechten inneren Seitenschiff befindet, wurde 1740 fertiggestellt. Die Kapelle hat eine quadratische Grundfläche und eine achteckige Kuppel. Alle Wände sind mit barocken Holzschnitzarbeiten verkleidet, die von dem aus Frankreich stammenden aber auf Teneriffa lebenden Künstler Guillermo Verau stammen sollen. Die drei Heiligenfiguren des San Matías, des San Andrés und des San Carlos Borromeo wurden 1737 aus Genua importiert.

### Rechtes äußeres Seitenschiff
Das rechte äußere Seitenschiff der Kirche gliedert sich in vier Kapellen. Der Raum der früher am Westende bestehenden fünften Kapelle Ecce Homo wurde bei der Anlage der Chorempore für eine Treppe benötigt.
Der Altar der Nuestra Señora del Carmen befand sich früher in einer Nische in der damals noch geschlossenen Seitenwand des rechten inneren Seitenschiffs. Erst im Jahr 1720 wurde die Kapelle errichtet.
Im oberen Teil des Altars befindet sich die Replik eines Bildes das Cristóbal Hernández de Quintana für die Kirche Santa María de los Remedios in La Laguna gemalt hatte. Es zeigt die Messe des Heiligen Gregors (La Misa de San Gregorio). Die Figuren aus farbig bemaltem Holz stellen die Heilige Teresa de Jesús und San Nicolás de Bari dar. Sie stammen von Antonio María Maragliano. Die Statue der Virgen del Carmen wird seit 1919 jeweils am 16. Juli im Rahmen der Fiestas del Carmen in einer Prozession auf einer Hafenbarkasse durch den Hafen gefahren.
Altar enthält in einer Urne eine Reliquie des Heiligen Clemens die der Patriarch von Antiochien im Jahr 1703 abgegeben hat.
Die Kapelle des Heiligen Antonius von Padua (Capilla de San Antonio de Padua oder auch Capilla del Rosario) wurde im Jahr 1726 erbaut. Im Mittelpunkt des Altars steht die Figur einer Maria del Rosario.
Die Kapelle des Heiligen Johannes Nepomuk (Capilla de San Juan Nepomuceno) wird z. Zt. (2013) renoviert und ist daher gesperrt.
Der Altar der Kapelle des Heiligen Petrus (Capilla de San Pedro Papa) wurde im Jahr 1745 geweiht. Sie stammt von Sebastian Fernández Méndez el joven. (1738) Die Figur des Heiligen Petrus als Büßer stammt vermutlich aus dem Umfeld des in Murcia (Stadt) wirkenden Barockbildhauers Francisco Salzillo y Alcaraz (1701–1783).

### Linkes inneres Seitenschiff
Den Mittelteil des Calvarienaltars auf der Stirnseite des inneren linken Seitenschiffs bildet eine Kreuzigungsgruppe aus den Figuren des Cristo del buen viaje, der Virgen Dolorosa und des Juan evangelista.
Der Altar de los Ánimas befindet sich an der westlichen Stirnwand des linken Seitenschiffs. Das Gemälde des Fegefeuers wurde 1745 von dem aus La Palma stammenden Luis José gemalt. Das Bild der María Dolorosa wird dem aus Genua stammenden Maler und Bildhauer Antonio María Maragliano (1664–1741) zugeschrieben.

### Linkes äußeres Seitenschiff
Das Seitenschiff auf der Nordseite gliedert sich in vier Kapellen. Der Bau aller dieser Kapellen war im Jahr 1735 abgeschlossen.
Der Altar der Kapelle San Francisco Javier ist aus dem Jahr 1747
Diese Kapelle hat eine eigene Sakristei, die sich östlich an die Kapelle anschließt.
Die Figur der Virgen de la O oder Virgen de la Esperanza entstand im 17. Jahrhundert. Sie wird von den Figuren des Heiligen Domingo und des Heiligen Franziskus umgeben.
Die Figur des auf dem Pferd sitzenden Santiago Matamoros in der Kapelle Santiago stammt von einem unbekannten Künstler des 18. Jahrhunderts. Zu Füßen des Pferdes lagen früher die Plastiken zweier abgeschlagener Mohrenköpfe. In der Kapelle befindet sich der Grabstein von Antonio Gutiérrez. Er war der Befehlshaber der Verteidiger als die Britische Marine unter dem Befehl von Konteradmiral Nelson am 25. Juli 1797 Santa Cruz angriff.
Die Fenster in der Taufkapelle wurden im 20. Jahrhundert von Francisco Herraiz Malo geschaffen.
Das Bild der Geburt Christi stammt von Juan de Miranda. Die Taufschale aus genueser Marmor wurde 1696 gestiftet.
Die Kapelle San Cayetano (San José) wurde 1674 errichtet und befand sich bei ihrer Gründung wie auch die Taufkapelle außerhalb der Kirche. Sie wurde bei der Errichtung des Seitenschiffs in dieses einbezogen. Der Altar stammt aus dem Jahr 1747. Die Figur des Heiligen Josefs wurde von José Luján Pérez geschaffen.
Auf der Westseite der Kapelle befinden sich die Figuren des Gefangenen Christus (Nuestro Padre Jesús Cautivo) des Bildhauers Juan Delgado Martín-Prat aus dem Jahr 1999 und die Unserer Lieben Frau der Hoffnung, der Esperanza Macarena. Sie wurde 1958 in Anlehnung an die Esperanza Macarena de Sevilla von dem in Santa Cruz de Tenerife tätigen Künstler Antonio Giménez Martínez geschaffen.
Die Kirche ist Ausgangspunkt einer Vielzahl von Prozessionen. In der Fastenzeit sind viele der Heiligenfiguren nicht in den Altaren, sondern auf den Transportgestellen der Prozessionen aufgestellt. Die Altare werden in dieser Zeit teilweise mit anderen Heiligenfiguren versehen.